# Arxiu Municipal d'Aldaia
L'Arxiu Municipal d'Aldaia és l'arxiu que conserva la documentació produïda per l'Ajuntament d'Aldaia (L'Horta) com a conseqüència de les tasques i funcions que li són pròpies. En l'actualitat, després d'haver passat per diverses ubicacions, es troba al carrer Picanya, 7.
Consta en les actes municipals la crema de la major part de la documentació el 7 d'octubre de 1936, en el context de la Guerra Civil, per l'acció d'un grup de persones, que vingudes de fora de la localitat, tenien com a únic propòsit la destrucció d'eixos documents. Fet que també es va produir en altres localitats de la comarca. Anterior a aquesta data es conserven alguns documents del segle xvii, XVIII, XIX i principis del xx. Un d'ells és un document de 1654 on es troba la referència més antiga a la cisterna d'Aldaia.
El gruix de la documentació conservada són documents vinculats als comptes municipals (llibres de caixa, llibres d'intervenció, recaptació d'impostos, pressupostos), i també gestió de sancions i multes, expedients urbanístics, padrons, que ja no són part de la gestió diària pel temps transcorregut des de la seua creació i haver estat superat per documents més actuals.
A més de la documentació municipal, l'arxiu acull altres tipus documentals com fotografies o els arxius històrics de la Junta Local Fallera. En el fons fotogràfic podem trobar tant imatges de l'activitat municipal, com de falles o com de famílies de la localitat, que n'han permès la còpia a fi d'il·lustrar història local.

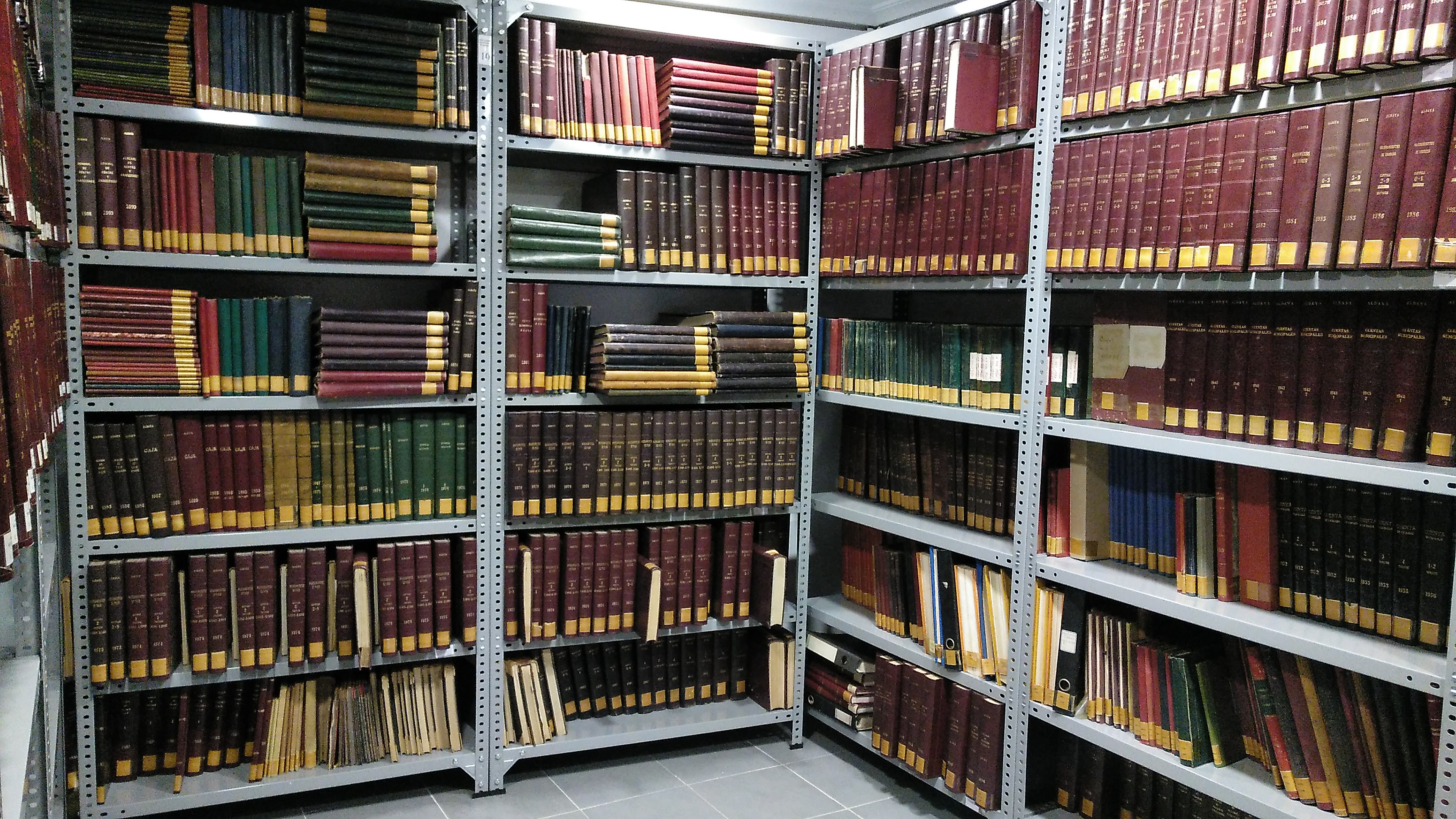
Vista de l'interior del dipòsit de l'Arxiu Municipal d'Aldaia